# 第33期女流名人戦 (囲碁)
第33期女流名人戦（だい33じょりゅうめいじんせん、スポンサー名義で第33期博多・カマチ杯女流名人戦）は、2022年（2020年月日 - ）の女流名人戦である。

## 方式
- 参加棋士 : 日本棋院・関西棋院の女流棋士。
- 予選は、日本棋院と関西棋院それぞれで、予選C・B・Aを行い、その勝ち抜き者による合同の最終予選で3名の新規リーグ参加者を決める。
- 挑戦者決定リーグ戦は、前期シード者と新参加3名を加えた7名で行う。
- コミは6目半。
- 持時間は、リーグ戦・挑戦手合ともに各3時間。

## 第33期女流名人戦挑戦手合三番勝負
会場はいずれも日本棋院本院
| 対局者           | 第1局   | 第2局   | 第3局   | 結果 |
| 対局者           | 4月14日 | 4月16日 | 4月20日 | 結果 |
| ---------------- | ------- | ------- | ------- | ---- |
| 藤沢里菜女流名人 | ○中押   | ○中押   |         | 防衛 |
| 仲邑菫女流二段   | ●       | ●       |         |      |

## 本選
| 順位 | 棋士名             | 勝 | 負 | 備考 |
| ---- | ------------------ | -- | -- | ---- |
| 1    | 上野愛咲美女流棋聖 | 4  | 2  | 残留 |
| 2    | 鈴木歩七段         | 3  | 3  | 残留 |
| 3    | 謝依旻七段         | 4  | 2  | 残留 |
| 4    | 牛栄子四段         | 3  | 3  | 陥落 |
| 5    | 向井千瑛六段       | 2  | 4  | 陥落 |
| 5    | 仲邑菫二段         | 5  | 1  | 挑戦 |
| 5    | 大森らん初段       | 0  | 6  | 陥落 |